# Óblast de Kaluga
L'óblast de Kaluga (en rus Калу́жская о́бласть, tr. Kalújskaia óblast) és un subjecte federal, un óblast, de Rússia. Té una extensió de 29.900 km².
L'any 2000 tenia 1.081.000 habitants.